# Mesochorus parvus
Mesochorus parvus är en stekelart som beskrevs av Dasch 1971. Mesochorus parvus ingår i släktet Mesochorus och familjen brokparasitsteklar. Inga underarter finns listade i Catalogue of Life.